# Disco Demolition Night

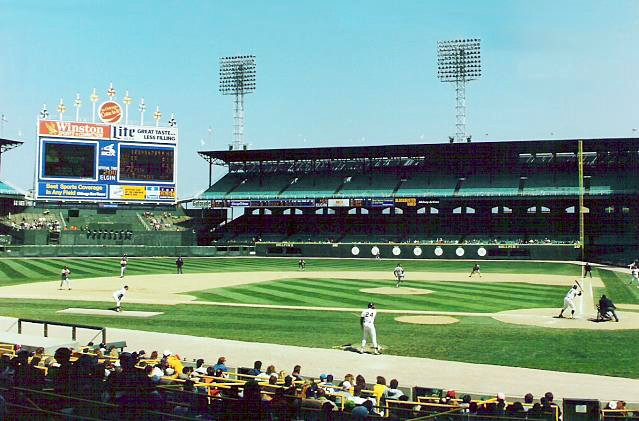
O Comiskey Park, lugar onde ocorreu o Disco Demolition Night

A Disco Demolition Night (em português, "noite da demolição do disco") foi uma promoção publicitária do apresentador de rádio Steve Dahl contra a música disco, realizada em 12 de julho de 1979 no Comiskey Park, em Chicago, nos Estados Unidos, e que degenerou em um tumulto.
No clímax do evento, no intervalo da partida dupla da MLB entre o Chicago White Sox e o Detroit Tigers, um caixote cheio de álbuns de música disco foi explodido. Muitos dos presentes tinham ido ao estádio para assistir à queima e não ao jogo, e correram em massa para o campo após a detonação principal. O campo ficou tão danificado pela explosão e pelo vandalismo dos presentes que o White Sox foi obrigado a desistir do segundo jogo e conceder a vitória ao time adversário.
O evento é considerado um dos precursores mais incisivos e controversos do fim da discoteca nos Estados Unidos, enquanto na Europa o gênero continuaria a se inspirar no sucesso da Euro disco.

## História

### Origens e sucesso da música disco
No final da década de 1970, o disco era de longe o gênero musical mais popular nos Estados Unidos, após o enorme sucesso de bilheteria de Saturday Night Fever em 1977. A cultura disco nasceu na década de 1960 em casas noturnas de Nova York, onde os DJs começaram a tocar dance music importada. O gênero teve suas raízes nas comunidades afro-americanas e gays, mas rapidamente se tornou parte do mainstream, influenciando até mesmo artistas brancos associados a músicas mais calmas (como Barry Manilow em Copacabana). O extraordinário sucesso da música disco também é exemplificado pelo fato de que, durante vinte e três das vinte e oito semanas de 1979 anteriores à Disco Demolition Night, houve uma música relacionada à disco no topo das paradas de singles dos EUA. Essa sequência teve um fim significativo em agosto de 1979, quando My Sharona, do The Knack, ficou no topo da Billboard Hot 100 por seis semanas e, posteriormente, foi o single mais vendido do ano.
Ao mesmo tempo, muitos fãs de rock associaram o momento de declínio de seu gênero favorito à ascensão meteórica da música disco. A confirmação da especulação parecia vir do 21º Grammy Awards, em fevereiro de 1979, que reafirmou a extraordinária influência da disco no cenário musical dos EUA e de outros países. Alguns comentaristas criticaram a excessiva "mecanicidade" da discoteca, enquanto outros desprezaram seus trajes extravagantes e provocações sexuais. De acordo com o historiador Gillian Frank, "na época da Disco Demolition Night [...], a mídia [...] cultivou um sentimento generalizado de que a música disco estava dominando".

### O jogo e os tumultos

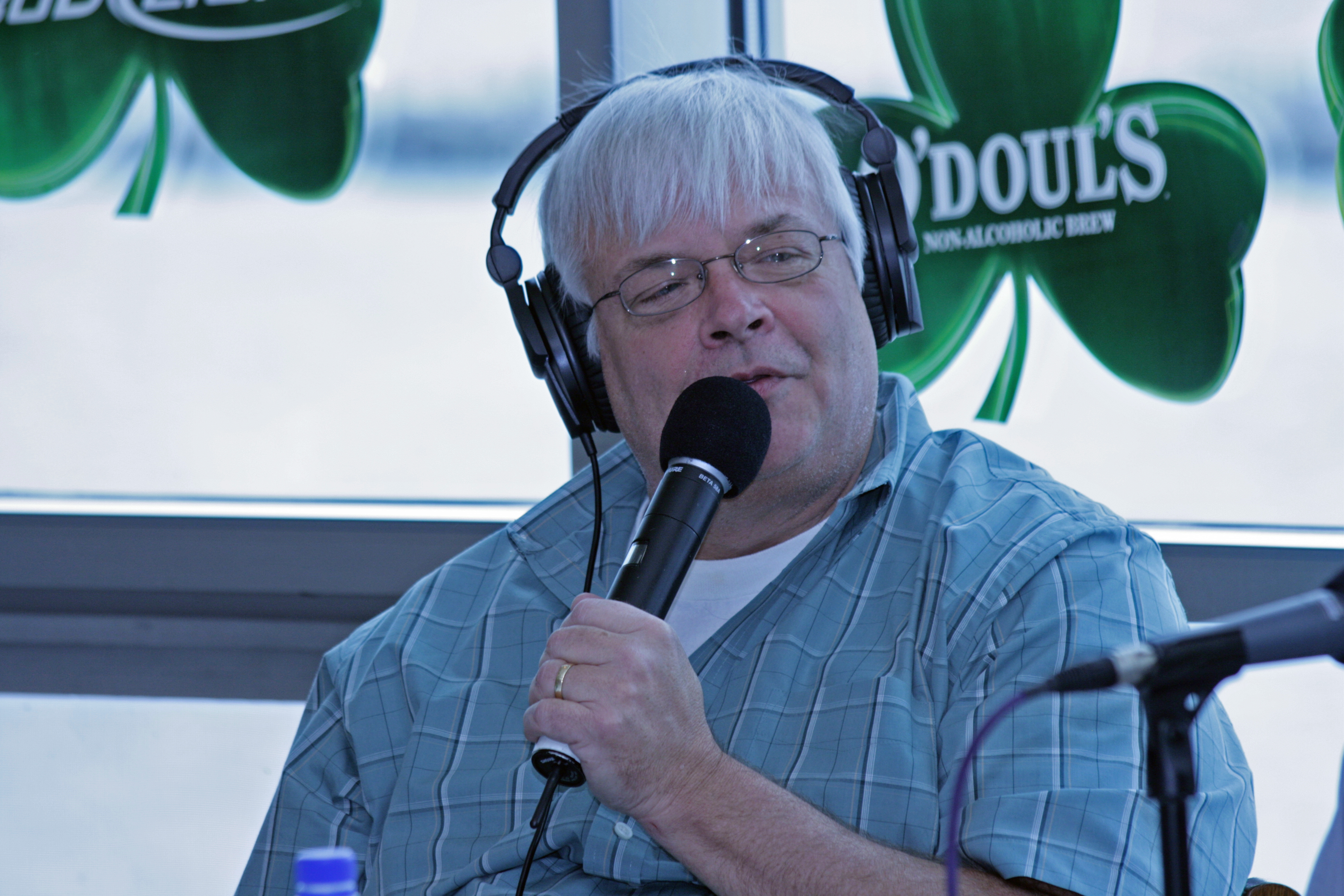
O promotor do evento, Steve Dahl, em uma foto de 2008

O White Sox, o time da zona sul de Chicago que lutava contra uma temporada pouco inspiradora, decidiu contratar o histriônico apresentador de rádio Steve Dahl para tentar vender mais ingressos para o jogo duplo da American League contra o Detroit Tigers. Dahl, que recentemente havia perdido seu emprego em uma estação de rádio devido à transição da estação para o gênero disco, teve a ideia de promover o jogo de 12 de julho contra os Tigers como uma "noite contra o disco", reduzindo o preço do ingresso para 98 cents para os participantes que trouxessem um álbum de disco. Entre as partidas, Dahl destruiria a coleção de vinis em uma explosão espetacular.
Com esse plano, a equipe do White Sox esperava atrair cerca de 20.000 espectadores (5.000 a mais do que a média da temporada). Em vez disso, 50.000 compareceram, e milhares de outros continuaram a chegar após o fechamento dos portões.
Após o primeiro encontro, Dahl, em uniforme militar e usando um capacete, apareceu no campo de jogo junto com o colega de rádio Garry Meier e a modelo Lorelei. Depois de dar a volta no campo em um jipe, os três seguiram para o campo central, onde a caixa contendo os discos, polvilhada com explosivos, os aguardava. Nesse momento, Dahl e Meier agitaram a multidão cantando "disco sucks" ("disco é uma porcaria"). Dahl então detonou os explosivos, destruindo os discos e causando um grande buraco na grama do campo. Como a maior parte da equipe de segurança continuou a vigiar os portões externos, não havia quase ninguém para vigiar a superfície de jogo. Logo, portanto, parte da multidão correu para o campo: alguns escalaram os postes, outros atearam fogo espontaneamente nos discos ou rasgaram a grama do campo de jogo, a gaiola de rebatidas foi destruída e as bases foram arrancadas. A devastação só parou com a intervenção da polícia de choque.
O segundo jogo foi inicialmente adiado, mas no dia seguinte foi perdido pelo White Sox por ordem do presidente da American League, Lee MacPhail.

## Impacto cultural
A Disco Demolition Night permaneceu no imaginário coletivo dos EUA como o cenário do "começo do fim" da música disco. Acadêmicos e músicos questionaram a natureza do evento: alguns comentaristas argumentaram que foi uma verdadeira “guerra étnica” entre os fãs de rock (em sua maioria brancos WASPs) e os seguidores do disco (que se acreditava estarem próximos do mundo da homossexualidade e dos excessos hedonistas do Studio 54, bem como das minorias afro-americanas e latinas). Nile Rodgers descreveu o evento como o equivalente musical das queimas de livros que ocorreram durante a era nazista, enquanto Gloria Gaynor afirmou que pode ter sido "alguém cujos lucros financeiros estavam sendo prejudicados pela popularidade da música disco" que pode ter adotado uma "mentalidade de máfia". Dave Marsh, colunista da Rolling Stone, descreveu a Disco Demolition Night como "a mais paranoica das fantasias sobre onde a limpeza étnica do rock poderia eventualmente levar". Com uma opinião diferente, Harry Wayne Casey, vocalista do KC and the Sunshine Band, declarou que não acreditava que o evento em si fosse discriminatório, considerando Dahl simplesmente um "idiota". O próprio Dahl sempre rejeitou as acusações de homofobia e racismo, afirmando que se tratava de "um jogo, e nem mesmo de grande relevância cultural".
O historiador Joshua M. Zeitz também destacou a orientação política oscilante dos participantes da Disco Demolition Night, que primeiro apoiaram o liberal Ted Kennedy nas primárias democratas e depois o candidato republicano conservador Ronald Reagan na eleição presidencial de 1980. Zeitz declarou: "Vista sob esse prisma, a Disco Demolition Night apóia uma interpretação completamente diferente dos anos 1970, a de uma década em que os americanos comuns gravitaram em torno de alternativas radicais [...], tanto de esquerda quanto de direita, devido à frustração com o centro político" (representado, nesse caso, pelo presidente Jimmy Carter).
Na opinião do analista de beisebol Jeremiah Graves, "a Disco Demolition Night permanece na infâmia como uma das promoções mais imprudentes de todos os tempos, mas provavelmente uma das mais bem-sucedidas, já que [...] todos nós ainda estamos falando sobre ela".

## Relatório da partida
| 12 de julho de 1979, às 18:00 (UTC-5) | Detroit Tigers | 4 - 1 Ficha | Chicago White Sox | Comiskey Park |

O segundo jogo foi vencido pelo Detroit Tigers por 9 a 0.